# Totipotent
Totipotentie (omnipotentie) van dierlijke cellen is de mogelijkheid van één enkele cel, om door middel van mitose deling alle cellen te vormen die een individu bezit, waaronder extra-embryonaal weefsel zoals dat van de placenta. Bij de mens zijn er meer dan 220 verschillende types cellen. Een totipotente cel (ook totipotente stamcel genaamd) heeft de mogelijkheid om deze allemaal te vormen.
Bij planten zijn vrijwel alle levende cellen weer in staat een volledige plant te leveren. Verlies van organen (zoals bladeren, stengels en wortels) wordt eenvoudig weer gecompenseerd door verdere groei van primair, secundair en intercalair meristeem.

## Voorbeeld
Een voorbeeld van een totipotente cel is een zygote, deze zal namelijk een geheel individu vormen. Tijdens de eerste week van de embryonale ontwikkeling van de mens vinden er klievingsdelingen plaats. De hieruitgevormde cellen kunnen nog alles worden. De embryoblast, waaruit het embryo zich ontwikkelt, en de trofoblast waaruit o.m. de placenta zich ontwikkelt, zijn niet meer totipotent.
← minder / meer potent →

unipotent · oligopotent · multipotent · pluripotent · totipotent